# Ic! berlin
ic! berlin（德語：ic! berlin brillen GmbH）為德國一家高階手工眼鏡品牌，1996年由拉夫·安德爾（Ralph Anderl）創立，總部位於德國柏林。
ic! berlin的眼鏡主要以厚度0.5mm的薄鋼作為鏡架的材質，其鏡腳之設計避免使用螺絲、焊接和黏著劑等傳統眼鏡工法，以求鏡身的彈性化和輕量化。ic! berlin亦為此一鏡腳設計申請專利。

## 歷史
- 1996年，拉夫·安德爾、菲利普·哈夫曼斯（Philipp Haffmans）和哈拉爾德·戈特施林（Harald Gottschling）三人用薄鋼（英语：Sheet metal）製成眼镜镜架，但由於該设计未受客戶青睞，三人決定自行創業，創立了HGA Gesellschaft，以ic! brille作為品牌名稱，销售自行設計之眼鏡款式。ic! brille的第一款眼鏡「Jack」重20公克，第一批次仅產50副。ic! brille的品牌代言人是彼得·洛邁爾（英语：Peter_Lohmeyer）和科琳娜·哈弗奇（英语：Corinna_Harfouch）。

- 1997年，ic! brille改名為ic! berlin並沿用至今。

## 外部連結
- 官方网站